# Día del Joven Combatiente

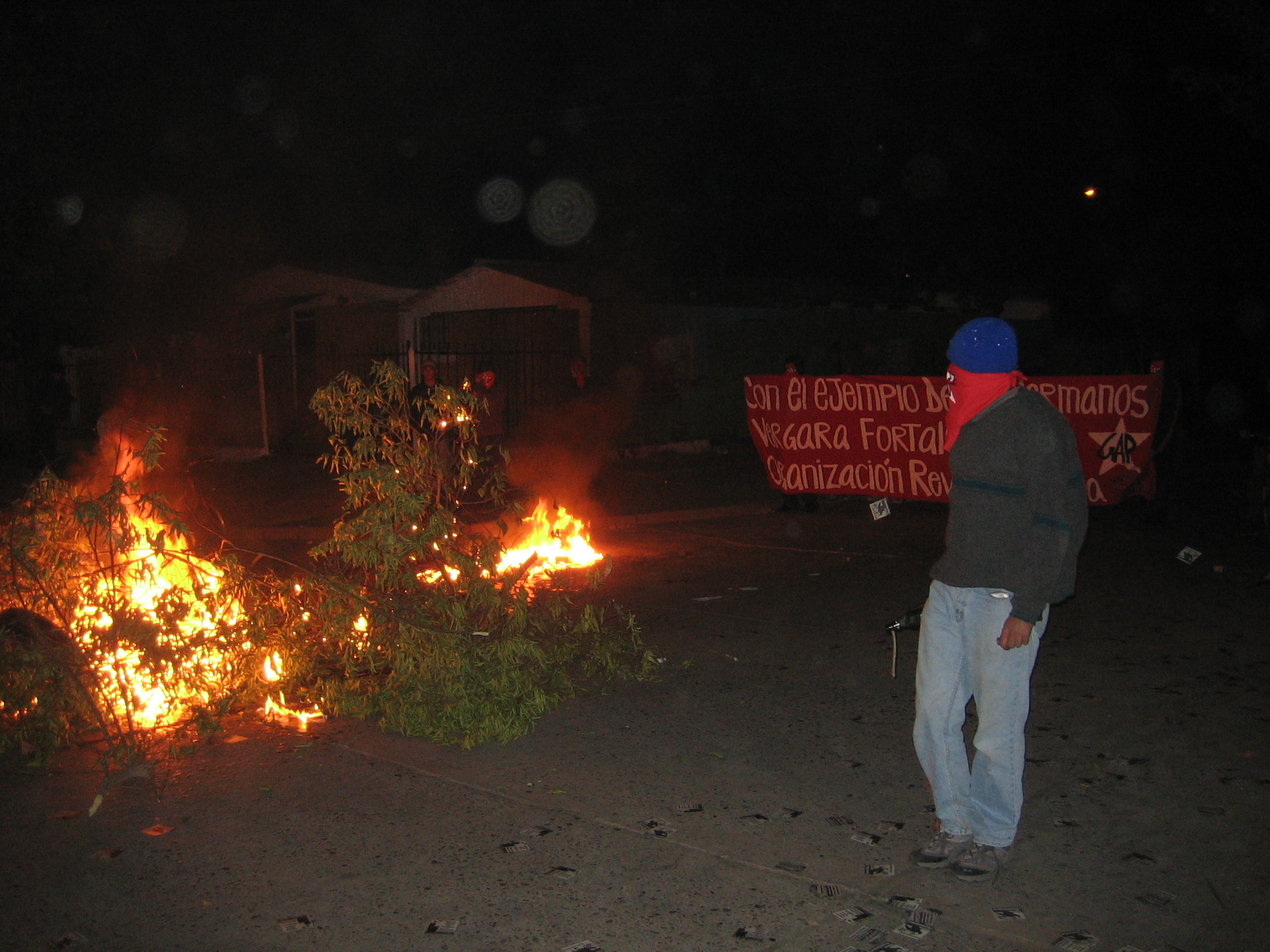
Día del Joven Combatiente am 29. März 2004 23:21 Uhr in der población Villa Francia in Santiago de Chile

Am Tag des jungen Kämpfers (spanisch Día del Joven Combatiente) gedenken vor allem chilenische Jugendliche der Ermordung der Brüder Rafael und Eduardo Vergara Toledo am 29. März 1985 durch das Pinochet-Regime. Es kommt regelmäßig zu Straßenschlachten mit der Polizei.